# Bigelow Expandable Activity Module
Bigelow Expandable Activity Module, také známý jako BEAM, je technologický demonstrátor a experimentální nafukovací modul soukromé společnosti Bigelow Aerospace. Je určený pro Mezinárodní vesmírnou stanici (ISS), kde v průběhu dvou let projde testováním různých aspektů své konstrukce, a to zejména míry ochrany proti sluneční a vesmírné radiaci, atomárnímu kyslíku, ultrafialovému záření a vesmírným troskám. Tyto testy eventuálně rozhodnou o nasazení technologie nafukovacích vesmírných modulů pro cestu na Mars a do hlubokého vesmíru.

## Mise

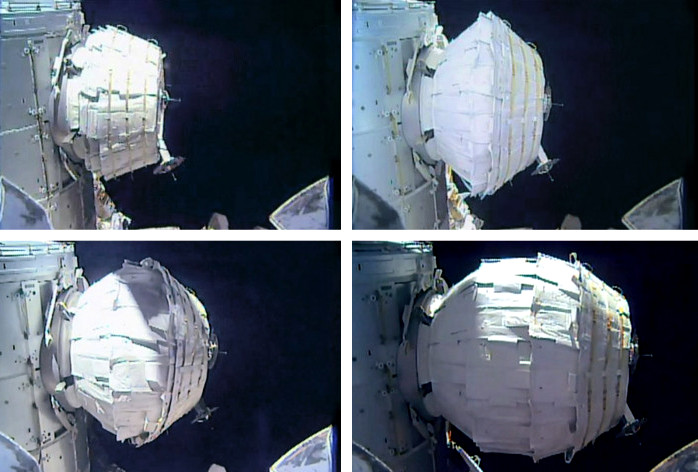
Průběh expanze BEAM

BEAM byl vynesen do vesmíru a na ISS v nehermetizovaném nákladním prostoru vesmírné lodi Dragon jako součást osmé komerční zásobovací mise americké společnosti Space Exploration Technologies, plánované původně na rok 2015, ovšem nakonec (pro selhání nosiče SpaceX CRS-7 v létě 2015) až 8. dubna 2016 při letu SpaceX CRS-8. Modul BEAM byl pomocí robotického manipulátoru Canadarm2, ovládaného odborníky z Johnsonova vesmírného střediska v Houstonu a z kontrolního centra Kanadské kosmické agentury u Montréalu, vyňat z nákladního prostoru Dragonu a 16. dubna 2016 připojen ke své cílové destinaci, záďovému adaptéru modulu Tranquility. Posádka Expedice 47 zajišťovala ovládání dokovacího adaptéru a zajistila ukotvení modulu.
Na konci května byl pak na druhý pokus úspěšně natlakován na cílovou 1 atmosféru (a spojen s vnitřní cirkulací vzduchu stanice). Problémy s jeho rozvinutím byly pravděpodobně způsobeny dlouhým skladováním v komprimovaném stavu, kdy jednotlivé vrstvy látky k sobě přilnuly (výsledný nafouknutý modul má také o 2.6cm menší hloubku, než bylo očekáváno). Zkušební modul BEAM není určen k pobytu posádkou a byl zatím navštíven jen několikrát pro odběr, vzorků vzduchu, měření teploty a radiace a celkovou kontrolu jeho stavu. Výhodou nafukovacího modulu je, že mohou být přepravovány složené, a zabírají tak míň místa. BEAM ve složeném stavu měří 2,13 krát 2,36 metru a po rozvinutí se zvětší na 4 krát 3,2 metru s vnitřním prostorem přibližně 16 metrů krychlových. Modul nemá žádná okna, vnitřní elektrické vedení či další výbavu, v podstatě se jedná o "velký šatník s polstrovanými stěnami". Jde v podstatě o 2 hliníkové základny s mnohavrstevnou (kevlaru podobnou) tkaninou místo stěn.
Modul byl úspěšně rozvinut 28. května 2016 a 6. června 2016 do něj poprvé vstoupili astronauti.
Během prvního roku test do něj astronauti vstoupili celkem devětkrát (do 5.2017). Dosavadní část experimentu probíhá dobře: dávky kosmického záření jsou na stejné úrovni jako u pevných modulů vesmírné stanice. Vnějším stěnám se zatím daří zabránit průniku nečistot i přes mnoho možných kolizí s mikrometeority .
Od konce dubna 2017 probíhá podrobnější radiační experiment, kdy jeden ze dvou monitorů radiace je překryt polokulovitým výtiskem z 3D tiskárny. Cílem je porovnat, jak dobře funguje štít při blokování záření v porovnání s nestíněným senzorem. Test se provede při různé síle materiálu. První je silná pouze 1,1 mm, druhá je 3,3 mm, až po 10 mm pro třetí zkoušku.
Na podzim roku 2017 bylo oznámeno že modul zůstane funkční do roku 2020 s možností 2 jednoročních prodloužení, a začne být využíván coby další vnitřní skladovací prostor pro uvolnění místa uvnitř vlastní stanice s kapacitou až 130 dopravních balíků. Díky vynikajícím vlastnostem byl modul v červenci roku 2019 uznán způsobilým zůstat připojen ke stanici až do roku 2028 a získal tak možnost připojit se k ostatním skladovacím modulům na prostorově omezené stanici.
Po úspěšném splnění mise bude BEAM oddělen od ISS a pomocí manipulátoru přesunut do co nejnižšího dosažitelného místa. Poté bude uvolněn aby následně strávil méně než rok na orbitě a shořel při vstupu do atmosféry.